# Ponç Pons Giménez
Ponç Pons Giménez (Alaior, Menorca, 1956) és un poeta, narrador, crític literari i traductor menorquí.
Lector precoç i gran coneixedor de les literatures francesa, portuguesa i italiana.
Viu la literatura com una passió obsessiva, lúcida i devoradora. Segons afirma ell mateix, la seva poesia és clàssica en el ritme, moderna en l'expressió i contundent en el contingut. La seva obra ha estat traduïda a moltes llengües.

## Biografia
Home de gran cultura, casat i pare de família va començar el seu interès per la literatura als pocs anys, quan es va interessar pels llibres del seu oncle, com per exemple Don Quixot de La Manxa, en una edició molt antiga. Als 10 anys va decidir que volia ser escriptor, un dia que va passar per davant d'una botiga del poble i va veure un dibuix d'un home vestit de manera molt estranya que escrivia amb una ploma, aquest home era Cervantes i va decidir que volia ser com ell. Aquesta nit, va escriure el seu primer poema que tractava sobre la seva habitació.
Els seus inicis es consideren totalment castellans, encara que poc després va descobrir el francès. Als 17 anys es va decidir a estudiar la gramàtica de Francesc de Borja Moll, amb la qual va aprendre català ell sol. Anys després es va llicenciar en filologia hispànica i es va fer catedràtic de la literatura catalana.
Coneixedor també de la literatura francesa, portuguesa i italiana, a partir de 1981 va començar a publicar les seves obres com Cor de pàgina esbrellada o Vora un balcó sota un mar inaudible.
El 1986 és traduït a l'anglès Poems from the spanish islands, a la universitat de Nova York. Durant aquest període va escriure algunes obres més fins que en 1989 se li concedeix el premi Cavall Verd de tradició poètica. El 1990 es tradueix també a l'alemany una altra de les seves obres a la universitat de Frankfurt i és el 1992 quan publica els seus primers contes infantils i poc després una obra més juvenil.
Entre 1995 i 1996 rep alguns premis literaris com el premi de la ciutat de Palma Joan Alcover, el premi dels Jocs Florals de Barcelona, el premi Carles Riba, entre molts altres.
Ha publicat al costat del dibuixant Francesc Calvet un conte i un llibre, Abissínia, traduït a idiomes com el xinès, entre d'altres.
Avui dia, Ponç Pons exerceix com a professor a l'IES Miquel Guàrdia de la seva ciutat natal.

## Obres

### Poesia
- Dins un perol d'aigua infecta.
- Quadern d'amorositats i altres interferències.
- Al Marge.
- Desert Encès.
- Faunes que fugen.
- On s'acaba el sender
- Estigma
- El salobre
- Abissínia (Il·lustracions de Francesc Calvet). Barcelona: Columna Edicions, 1999.
- Pessoanes. Alzira: Edicions Bromera, 2003.
- Dillatari. Barcelona: Quaderns Crema, 2005.
- Nura. Barcelona: Quaderns Crema, 2006.
- El rastre blau de les formigues. Barcelona: Quaderns Crema, 2014.[1]
- Camp de bard (2015). Premi Miquel de Palol 2015.
- Els ullastres de Manhattan. Barcelona: Quaderns Crema, 2020.
- “Humanum est” (Epigrames de Claudi Valeri). Barcelona: Quaderns Crema, 2023.

### Narrativa
- Vora un balcó sota un mar inaudible. Palma: Editorial Moll, 1981.
- Cor de pàgina esbrellada. Athor, 1984.
- El drac Basili. Palma: Editorial Moll, 1992.
- Miquelet, el futbolista. Palma: Editorial Moll, 1992.
- Memorial de Tabarka. Barcelona: Cruïlla, 1993.
- Entre el cel i la terra. Barcelona: La Galera, 1993.
- L'hivern a Belleville. Barcelona: Cruïlla, 1994.
- El vampiret Draculet. Barcelona: Cruïlla, 1994.
- El rei negre. Barcelona: La Galera, 2002.
- La mar i en Pop. Menorca: Fundació Sa Nostra, 2007.
- Els Ullastres de Manhattan (Dietari). Barcelona: Quaderns Crema, 2020

### Teatre
- Lokus. Pollença: El Gall Editor, 2009.

## Premis
- 1994: Premi Cavall Verd de Traducció poètica: Quatre poetes portuguesos.
- 1994: Premi Ciutat de Palma-Joan Alcover de Poesia en Català, per On s'acaba el sender
- 1995: Premi Guillem Cifre de Colonya, per Entre el cel i la terra
- 1995: Premi Flor Natural als Jocs Florals de Barcelona: Estigma.
- 1996: Premi Cavall Verd Josep Maria Llompart de poesia: Estigma.
- 1996: Premi Carles Riba de poesia, per El salobre
- 2002: Premi Viola d'Or als Jocs Florals: Nura.
- 2003: Premi Alfons el Magnànim: Pessoanes.
- 2004: Premi Cavall Verd Josep Maria Llompart de poesia: Pessoanes.
- 2006: Premi de la Crítica de poesia catalana, per Nura.
- 2007: Premi de la Crítica Serra d'Or de poesia, per Nura.
- 2007: Premi Ramon Llull.
- 2015: Premi Miquel de Palol de poesia, per Camp de Bard[2]